# Makrai Gábor
Makrai Gábor (Eger, 1996. június 26. –) magyar labdarúgó, aki a Kazincbarcika játékosa.

## Pályafutása

### Klubcsapatokban
A labdarúgó-pályafutását kilencévesen a Kazincbarcika csapatánál kezdte. 2014-ben a Puskás Akadémiához igazolt, ahol az  NBI-ben is bemutatkozott. Közben kölcsönben a Csákvár labdarúgója lett, majd a DVTK-hoz került, ahol öt idényben szerepelt. A szélsőként és csatárként is bevethető játékos 2022-től a Csákvárt, majd a PMFC-t és a Siófokot erősítette. 2023 és 2025 között a román második ligás Csíkszereda játékosa volt.
2025 március elején szerződést kötött a Kazincbarcika együttesével.

### A válogatottban
2016. március 24-én mutatkozott be a magyar U21-es válogatottban, az Izrael ellen 0–0-ra végződő Európa-bajnoki selejtezőn, majd 2018-ig összesen 10 mérkőzésen 2 gólt szerzett.

## Sikerei, díjai
Kazincbarcika
- NB II ezüstérmes (1) : 2024–25